# Långkatekes
Långkatekes är en lek där deltagarna på varsin lapp påbörjar en berättelse, viker papperet för att gömma vad som skrivits och sedan skickar papperet vidare till en annan deltagare som då fortsätter berättelsen. Leken avslutas med att alla deltagarna läser upp sin lapp.